# Bitwa pod Gruszką

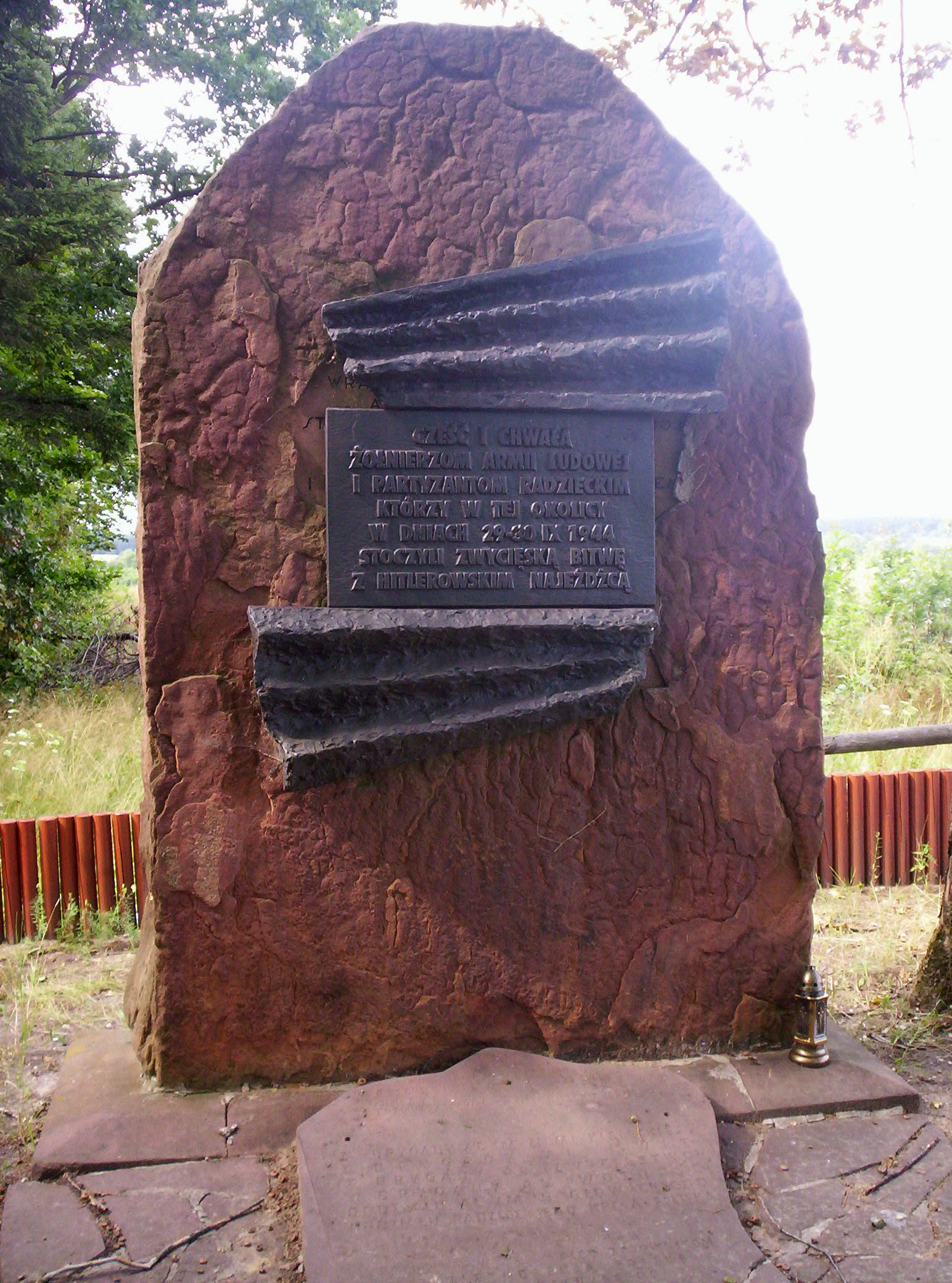
Gruszka – pomnik upamiętniający uczestników największej bitwy partyzanckiej na Kielecczyźnie

Bitwa pod Gruszką – starcie zbrojne stoczone w miejscowości Gruszka 29–30 września 1944 między partyzantami zgrupowania Armii Ludowej i radzieckimi a niemieckimi wojskowymi formacjami pomocniczymi i policyjnymi. Pomimo sukcesów niemieckich polegających na rozczłonkowaniu partyzanckich szyków obronnych, wyrwali się oni z okrążenia w zwartych oddziałach, przy stratach wynoszących około 50 zabitych i 70 rannych.

## Przebieg bitwy
W ostatniej dekadzie września 1944 w rejonie Gruszki i Jóźwikowa skoncentrowały się kieleckie brygady partyzanckie AL: 1 Brygada AL im. Ziemi Kieleckiej pod dowództwem mjr Henryka Połowniaka, 2 Brygada AL Świt kpt. Tadeusza Maja, 11 Brygada AL „Wolność” st. lejt. Stiepana Riaszczenki, 1 kompania 10 Brygady AL „Zwycięstwo” st. lejt. Nikołaja Dońcowa, oddział im. Bartosza Głowackiego Tadeusza Grochala i około 60 osobowy oddział partyzantki radzieckiej kpt. Aleksandra Filuka. Siły partyzanckie liczyły ok. 1500 ludzi, w tym ponad 700 w 1 Brygadzie AL. W czasie dwóch zrzutów broni dokonanych w nocy 25 i 27 września partyzanci otrzymali około 315 pistoletów maszynowych, 10 moździerzy, 10 rusznic przeciwpancernych, 40 karabinów, 20 cekaemów, 1200 granatów i 500 kg materiałów wybuchowych. Zrzucono też radiotelegrafistę z dwoma radiostacjami. Dowódcą całości sił partyzanckich był mjr Połowniak.
Siły niemieckie, liczące około 10 000 ludzi (wg historiografii PRL, w rzeczywistości było ich 2 razy mniej), składały się z niemieckich formacji pomocniczych, tzw. Kałmuków i Kozaków oraz policji. Wieczorem 29 września rozpoczął się bankiet na cześć narzeczonej Połowniaka. Nocą oddziały niemieckie okrążyły, a następnie zaatakowały partyzantów, rozczłonkowując ich szyki obronne. Wspierani przez czołgi i artylerię Niemcy wdarli się do wsi Jóźwiki, Gruszka i Gać, które zostały podpalone. Północne zgrupowanie partyzantów przebiło się z okrążenia, a południowe wymknęło się przez lukę w niemieckiej obławie koło Dobrzeszowa.
Nocnym atakiem zgrupowanie partyzanckie przerwało pierścień okrążenia w okolicach wsi Mularzów i Kaliga i wydostało się z okrążenia, unikając zniszczenia.
Oddziały Armii Ludowej przedarły się przez linie frontu pod Chotczą na przyczółek opanowany przez Armię Czerwoną.
W czasie walki Niemcy stracili około 200 zabitych, 5 pojazdów pancernych i 1 samochód osobowy Są to jednak dane mocno zawyżone. Straty w oddziałach Armii Ludowej wyniosły według różnych źródeł od około 50 zabitych i około 70 rannych do od 300 do 700 osób. Większa część świeżo otrzymanej w zrzutach broni i sprzętu została przejęta przez atakujących. Wśród rannych byli dowódca Henryk Połowniak i jego zastępca mjr Tadeusz Maj.
Według Kazimierza Rokoszewskiego w 1953 roku okoliczności bitwy przedstawiały się w następujący sposób: „Tańce trwały całą noc; grały harmonie; pito wódkę, a hitlerowcy (...) zacieśniali wokół AL żelazny pierścień, gotując się do zadania krwawego ciosu. Nic też dziwnego, że w wyniku tej walki, dzięki karygodnemu stanowisku dowództwa na czele z Połowniakiem, AL poniosła olbrzymie straty w ludziach (około 70 [zabitych] i kilkudziesięciu rannych) oraz w sprzęcie bojowym, którego olbrzymia część świeżo otrzymana ze Związku Radzieckiego dostała się w ręce wroga...”

## Upamiętnienie
Bitwa pod Gruszką była jedną z najczęściej opisywanych akcji Armii Ludowej w Polsce Ludowej, a jej rocznica jest obchodzona i świętowana przez kombatantów AL do dzisiaj. W czasie 65 rocznicy uczestnik bitwy Antoni Połowniak ostro skrytykował współczesnych polityków, a szczególnie pracowników Instytutu Pamięci Narodowej. Instytucja, według niego, powinna nazywać się Instytutem Szargania Narodowej Pamięci. – Nas, walczących o Ojczyznę, panowie z IPN nie mają prawa uczyć patriotyzmu.

Na zbudowanym pomniku umieszczono napis 

CZEŚĆ I CHWAŁA ŻOŁNIERZOM ARMII LUDOWEJ I PARTYZANTOM RADZIECKIM KTÓRZY W TEJ OKOLICY W DNIACH 29–30 IX 1944 STOCZYLI ZWYCIĘSKĄ BITWĘ Z HITLEROWSKIM NAJEŹDŹCĄ